# Mírzá Músá
Mírzá Músá, (persiano, میرزا موسى), soprannominato Áqáy-i-Kalím, (??-1887), unico fratello di Bahá'u'lláh, il fondatore della religione bahai, due fratelli che avevano però altri fratellastri.
Shoghi Effendi lo nominò Apostolo di Bahá'u'lláh.
La vita di Mírzá Músá fu influenzata grandemente da quella di Bahá'u'lláh e dalle sue molte peregrinazioni tanto da esserne paragonata a uno specchio.
Era con il fratello a Teheran sul finire dell'estate del 1844 quando Mullà Huhammad-i- Mu'allim-i-Nurì, messo di Mullà Husayn-i-Bushrù'ì consegnò loro un particolare messaggio del Bàb.
Subì molti imprigionamenti, gli stessi esilii, gli stessi maltrattamenti di Bahá'u'lláh verso cui rimase un fedele seguace per tutta la vita che terminò nel 1887.
Il figlio Mirza Majdi'd-Din divenne un irriducibile avversario di 'Abdu'l-Bahá, il successore di Bahá'u'lláh, appoggiando Mírzá Muhammad `Alí, il grande violatore del Patto bahai.